# 荒鷲の要塞
『荒鷲の要塞』（あらわしのようさい、原題：Where Eagles Dare）は、1968年のイギリス・アメリカ合作の戦争・スリラー・スパイ映画。監督はブライアン・G・ハットン、主演はリチャード・バートン、クリント・イーストウッド。原作の小説はイギリスの作家アリステア・マクリーンによるもので、自ら脚本を担当した。

## あらすじ
第二次世界大戦の最中、ヨーロッパ大陸反攻作戦を担当するアメリカ陸軍の将軍、カーナビーが飛行機事故によりドイツ軍の捕虜となる。連合国の最重要機密の漏えいを防ぐため、イギリス軍情報部（MI6）のローランド提督とターナー大佐は救出作戦を立案。スミス少佐を中心とするイギリス軍情報部員6名と、アメリカ陸軍レンジャーのシェイファー中尉からなる混成部隊が結成される。
カーナビー将軍が収容されているのは、アルプス山脈の断崖絶壁に建てられた「鷲の城」（Schloss Adler）と渾名される難攻不落の城塞である。一行はカーナビー将軍救出のため、この「鷲の城」に向かう。

## キャスト
| 役名                             | 俳優                                    | 日本語吹替 | 日本語吹替                                                            | 日本語吹替                    |
| 役名                             | 俳優                                    | 日本テレビ旧版 | 日本テレビ新版                                                        | ムービープラス吹替追録版      |
| -------------------------------- | --------------------------------------- | --- | --------------------------------------------------------------------- | ----------------------------- |
| ジョン・スミス少佐               | リチャード・バートン                    | 木村幌 | 木村幌                                                                | 星野貴紀                      |
| モリス・シェイファー中尉         | クリント・イーストウッド                | 山田康雄 | 山田康雄                                                              | 多田野曜平                    |
| メリー・エリソン                 | メアリー・ユーア                        | 武藤礼子 | 弥永和子                                                              | 木村香央里                    |
| ワイアット・ターナー大佐         | パトリック・ワイマーク                  | 加藤正之 | 宮川洋一                                                              | 原田晃                        |
| ローランド提督                   | マイケル・ホーダーン                    | 巌金四郎 | 塩見竜介                                                              | 中村浩太郎                    |
| オラフ・クリステンセン大尉       | ドナルド・ヒューストン                  | |                                                                       | 竜門睦月                      |
| テッド・バークリー大尉           | ピーター・バークワース                  | |                                                                       |                               |
| リー・トーマス大尉               | ウィリアム・スクワイアー                | |                                                                       |                               |
| ジョージ・カーナビー将軍         | ロバート・ビーティ                      | 宮川洋一 | 田中康郎                                                              |                               |
| ハロッド軍曹                     | ブルック・ウィリアムズ                  | |                                                                       |                               |
| ジョック・マクファーソン軍曹     | ニール・マッカーシー                    | |                                                                       | 村井雄治                      |
| セシル・カーペンター中佐         | ヴィンセント・ボール                    | |                                                                       |                               |
| ポール・クラマー親衛隊大佐       | アントン・ディフリング                  | 仁内建之 | 仁内建之                                                              | 小原雅人                      |
| ユリウス・ロゼマイヤー将軍       | ファーディ・メイン                      | 千葉耕市 | 大木民夫                                                              | 上別府仁資                    |
| フォン・ハッペン少佐             | ダーレン・ネスビット                    | 仲村秀生 | 青野武                                                                | 多田野曜平                    |
| ヴァイスナー大佐                 | ヴィクター・ビューモント                | |                                                                       |                               |
| ハイジ                           | イングリッド・ピット                    | 北浜晴子 | 有馬瑞香                                                              | 弘松芹香                      |
| ヴィルヘルム・ヴィルナー少佐     | ガイ・ディギー （クレジットなし）       | | 藤本譲                                                                |                               |
| ヴィルデン・ヒルシュ少佐         | ジョン・G・ヘラー （クレジットなし）    | |                                                                       |                               |
| アンヌ＝マリー・カーニシャー中尉 | オルガ・ロウ （クレジットなし）         | |                                                                       |                               |
| 空軍通信士                       | フィリップ・ストーン （クレジットなし） | |                                                                       |                               |
| その他                           | その他                                  | 塩見竜介 加藤治 飯塚昭三 鈴木泰明 清川元夢 神山卓三 田中康郎 村山明 桜本晶弘 若本規夫 幹本雄之 鈴木れい子 木戸太一 | 細井重之 峰恵研 平林尚三 村越伊知郎 寺島幹夫 筈見純 小島敏彦 石森達幸 | 橘諒                          |
| 日本語版制作スタッフ             |                                         | |                                                                       |                               |
| 演出                             | 演出                                    | 左近允洋 | 本田保則                                                              | 吉田啓介                      |
| 翻訳                             | 翻訳                                    | 秋元良介 | 榎あきら                                                              | 五十嵐江                      |
| 調整                             | 調整                                    | 坂巻四郎 | 桑原邦男                                                              |                               |
| 効果                             | 効果                                    | | 南部満治 テクニカル・ルーム                                           |                               |
| 録音                             | 録音                                    | | シネビーム・スタジオ                                                  |                               |
| 制作                             | 制作                                    | グロービジョン | オムニバスプロモーション                                              | グロービジョン ムービープラス |
| 初回放送                         | 初回放送                                | 1975年4月23日（前編） 1975年4月30日（後編） 『水曜ロードショー』 BD収録                                            | 1979年5月23日 『水曜ロードショー』                                    | 2021年5月16日 ムービープラス  |

※日本テレビ新版は2021年5月16日にムービープラスで放送される際、初回放送時にカットされたシーン（約36分）を代役で追加録音した「ムービープラス吹替追録版」が製作された。

## スタッフ
- 製作：エリオット・カストナー
- 製作総指揮：デニス・ホルト
- 監督：ブライアン・G・ハットン
- 原作・脚色：アリステア・マクリーン
- 撮影：アーサー・イベットソン
- 音楽：ロン・グッドウィン
- 日本語字幕：木原たけし

## 小説版
映画の脚本を元に、マクリーン本人による小説化も行われた。マクリーンはそれまでもイアン・スチュアート名義でいくつかのアクション小説を発表していたが、「アリステア・マクリーン」名義で発表されたものとしては『荒鷲の要塞』が最初のアクション小説だった。小説版と映画では、人物の名前や設定、一部の展開などに差異が見られる。日本では平井イサク訳（早川書房、1968年、のち文庫）。

## 影響
イギリスのヘヴィメタルバンド、アイアン・メイデンの楽曲「Where Eagles Dare」（邦題：イーグルス・デア）（1983年発表のアルバム『頭脳改革』に収録）は本作をモチーフにしている。
「鷲の城」の撮影はオーストリア中部のホーエンヴェルフェン城で行われた。現在、ホーエンヴェルフェン城は観光地として公開されている。